# سفیان عبدالله
سفیان عبدالله (انگلیسی: Sufian Abdullah؛ زادهٔ ۶ فوریهٔ ۱۹۷۵) بازیکن فوتبال اهل اردن بود.
از باشگاه‌هایی که در آن بازی کرده است می‌توان به باشگاه ورزشی الوحدات اشاره کرد.
وی همچنین در تیم ملی فوتبال اردن بازی کرده است.